# 最短距離で
『最短距離で』（さいたんきょりで）は、小松未歩の8枚目のシングル。1999年5月8日にGIZA studioより発売された。規格品番はGZDA-1005。

## 背景
Amemura O-town Recordからビーイングが新たに新設したレコード会社GIZA studioへと移籍しての第1弾となるシングルで、前作の「さよならのかけら」がマキシシングルだったのに対し、この作品から8cmCDに戻っている。

## 記録
オリコン最高位17位にチャートインし、累計売上枚数は15万枚を記録している。

## 収録曲
| 全作詞・作曲: 小松未歩。 |                                         |           |            |          |      |
| #                        | タイトル                                | 作詞      | 作曲・編曲 | 編曲     | 時間 |
| 1.                       | 「最短距離で」                          | 小松未歩  | 小松未歩   | 古井弘人 | 4:29 |
| 2.                       | 「My destination...」                   | 小松未歩  | 小松未歩   | 池田大介 | 4:18 |
| 3.                       | 「最短距離で」(original karaoke)        | 小松未歩  | 小松未歩   |          | 4:29 |
| 4.                       | 「My destination...」(original karaoke) | 小松未歩  | 小松未歩   |          | 4:18 |
| 合計時間:                | 合計時間:                               | 合計時間: | 17:34      |          |      |

## 収録アルバム
- 『小松未歩 3rd〜everywhere〜』(#1)
- 『lyrics』(#2) ※lyrics ver.mix
- 『小松未歩ベスト〜once more〜』(#1)

### リミックス
- 『WONDERFUL WORLD 〜SINGLE REMIXES & MORE〜』(#1) ※『最短距離で <Cay Taylan's paradise diskko dub mix radio edit>』

## タイアップ
- TBS系列情報バラエティ番組『ランク王国』オープニングテーマ (#1)